# Rassemblement démocratique du peuple camerounais
Rassemblement Démocratique du Peuple Camerounais (RDPC) is de naam van de Kameroense politieke partij die al geruime tijd aan de macht is in dat land. Partij-leider en staatshoofd is president Paul Biya.
De RDPC is op 24 maart 1985 in Bamenda opgericht als voortzetting van de Union Nationale Camerounaise. Deze partij heeft de politiek in Kameroen sinds de onafhankelijkheid in 1960 gedomineerd. Het motto van de RDPC is Unité – Progrès – Démocratie (Eenheid - Vooruitgang - Democratie). 
Van 1985 tot 1990 was de RDPC de enige toegestane partij van het land. De partijideologie is het "communitair-liberalisme" een door president Biya ontwikkelde leer zoals omschreven in zijn boek Pour le Libéralisme Communautaire dat in 1987 verscheen en nog recentelijk (2018) een gewijzigde heruitgave beleefde en dat gebaseerd is op de tweeledige dimensie van gemeenschap en vrijheid die zijn geworteld in de cultuur en de traditie van het land. Het is een poging van Biya om uit de verschillende culturen van het land een nationale cultuur te ontwikkelen die wordt gekenmerkt door tolerantie, vrijheid, delen, onderlinge afhankelijkheid en openheid. Uiteindelijk moet deze filosofie leiden tot een samenleving gebaseerd op sociale gerechtigheid en medemenselijkheid.
Hoogste orgaan van de partij is het congres (Congrès) dat een 250-koppig centraal comité (Comité Central) kiest. Dit centraal comité kiest op haar beurt een dagelijks bestuur, het politbureau (Bureau politique) dat uit 22 leden bestaat. Het politbureau is het werkelijke machtsorgaan van het RDPC.

## Verwijzingen
1. ↑  Cameroon Tribune: Communal Liberalism, still relevant in contemporary Cameroon[dode link] - 13 september 2018
2. ↑  M. Dike DeLancey, mevr. R. Neh Mbuh, M.W. DeLancey: Historical Dictionary of Cameroon, The Scarecrow Press, Inc., Lanham, Maryland / Toronto / Plymouth, U.K. 20104, p. 107